# Michelangelo Crispi
Michelangelo Crispi (Catania, 5 de febrero de 1972) es un deportista italiano que compitió en remo.
Ganó seis medallas en el Campeonato Mundial de Remo entre los años 1992 y 1999. Participó en los Juegos Olímpicos de Atlanta 1996, ocupando el octavo lugar en la prueba de doble scull ligero.

## Palmarés internacional
| Campeonato Mundial | Campeonato Mundial            | Campeonato Mundial | Campeonato Mundial  |
| Año                | Lugar                         | Medalla            | Prueba              |
| ------------------ | ----------------------------- | ------------------ | ------------------- |
| 1992               | Montreal (Canadá)             | Medalla de oro     | Cuatro scull ligero |
| 1993               | Račice (República Checa)      | Medalla de plata   | Cuatro scull ligero |
| 1994               | Indianápolis (Estados Unidos) | Medalla de oro     | Doble scull ligero  |
| 1997               | Aiguebelette (Francia)        | Medalla de plata   | Doble scull ligero  |
| 1998               | Colonia (Alemania)            | Medalla de plata   | Doble scull ligero  |
| 1999               | St. Catharines (Canadá)       | Medalla de oro     | Doble scull ligero  |